# Thesium katangense
Thesium katangense är en sandelträdsväxtart som beskrevs av Robyns & Lawalree. Thesium katangense ingår i släktet spindelörter, och familjen sandelträdsväxter. Inga underarter finns listade i Catalogue of Life.